# بنگت آسپلوند
بنگت آسپلوند (انگلیسی: Bengt Asplund؛ زادهٔ ۳۰ مارس ۱۹۵۷) دوچرخه‌سوار اهل سوئد است.